# Grover Gibson
Grover Gibson (Fairfax, 1978. november 18. –) amerikai labdarúgó, az RVA FC edzője. Mielőtt 2008 augusztusában visszavonult sérülése miatt a német másodosztályú Rot Weiss Ahlenben játszott.
2012-ben megalapította a Grover Gibson Soccer Foundationt, amely egy nonprofit szervezet, ennek a része az RVA FC is.